# .ky
.ky је највиши Интернет домен државних кодова (ccTLD) за Кајманска острва.